# Скотт, Наоми
Нао́ми Грейс Скотт (англ. Naomi Grace Scott, род. 6 мая 1993, Лондон) — английская актриса, певица и музыкант. Наиболее известна своей ролью Мохини «Мо» Бэнжари в оригинальном фильме «Лимонадный рот» канала Disney Channel и в роли Меган в сериале «Жизнь кусается» на канале Disney. В 2011 году сыграла роль Мэдди Шеннон в телесериале «Терра Нова». В 2019 году исполнила роль принцессы Жасмин в «Аладдине» и Елены Хофлин в «Ангелах Чарли».

## Биография
Наоми Скотт родилась в Лондоне. Её мать Уша Скотт происходит из индийцев гуджаратцев из Уганды, а её отец, Крис Скотт, британец. Её отец служил старшим пастором в церкви Bridge в Вудфорде, Эссекс.
Скотт начала карьеру певицы в группе подростков в церкви Bridge. Она училась в школе Davenant Foundation School и регулярно выступала в музыкальной школе и драматических спектаклях. Впоследствии она была замечена британской поп-певицей Келли Брайан из женской группы Eternal и они заключили контракт. Скотт работала с британскими авторами песен и продюсерами проекта Xenomania.
Её первой крупной актёрской работой были съёмки в сериале «Жизнь кусается» канала Disney Channel UK. В 2010 году она снялась в роли Мохини «Мо» Бэнжари в фильме «Лимонадный рот» 2011 года телеканала Disney. Эта роль стала её первой в США. В том же году она снялась в роли Мэдди Шеннон в научно-фантастическом сериале Терра Нова, премьера которого состоялась в сентябре 2011 года на канале Fox. Сериал не был продлён на второй сезон.
15 июля 2017 года стало известно, что Наоми сыграет роль принцессы Жасмин в фильме Гая Ричи «Аладдин», мировая премьера которого состоялась 13 мая 2019 года в Иордании, а также снимется в перезапуске франшизы «Ангелы Чарли». Фильм получил неоднозначные отзывы критиков. 15 апреля 2022 года состоялась премьера сериала «Анатомия скандала», в котором Наоми сыграла Оливию. В 2024 году вышла научно-фантастическая картина «Долгий путь» с участием Наоми.
Скотт — христианка и регулярно участвует в миссионерской и пропагандистской деятельности. Она путешествовала в Словакию для преподавания английского языка в средней школе и выступала со своей молодёжной группой. В июне 2014 года Наоми вышла замуж за британского футболиста Джордана Спенса после четырёх лет отношений.

## Фильмография
| Годы | Название           | Оригинальное название | Роль                 | Примечания                      |
| ---- | ------------------ | --------------------- | -------------------- | ------------------------------- |
| 2011 | Лимонадный рот     | Lemonade Mouth        | Мохини «Мо» Бэнжари  | оригинальное кино Канала Disney |
| 2015 | 33                 | The 33                | Эскарлетт Сепульведа |                                 |
| 2015 | Марсианин          | The Martian           | Рёко                 |                                 |
| 2017 | Могучие рейнджеры  | Power Rangers         | Кимберли Харт        |                                 |
| 2019 | Аладдин            | Aladdin               | Принцесса Жасмин     |                                 |
| 2019 | Ангелы Чарли       | Charlie’s Angels      | Елена Хофлин         |                                 |
| 2022 | Долгий путь        | Distant               | Наоми                |                                 |
| 2024 | Улыбка 2           | Smile Deluxe          | Скай Райли           |                                 |
|      | Вечное возвращение | Eternal Return        | Кас                  |                                 |
|      | Волшебники!        | Wizards!              |                      |                                 |
|      | Аладдин 2          | Aladdin 2             | Жасмин               |                                 |

| Год       | Название          | Оригинальное название | Роль          | Примечания                |
| --------- | ----------------- | --------------------- | ------------- | ------------------------- |
| 2008—2009 | Жизнь кусается    | Life Bites            | Меган         |                           |
| 2011      | Терра Нова        | Terra Nova            | Мэдди Шеннон  | 13 серий                  |
| 2013      | Любыми средствами | By Any Means          | Ванесса       | 1 сезон                   |
| 2015      | Льюис             | Lewis                 | Сахира Десаи  | регулярная роль (9 сезон) |
| 2022      | Анатомия скандала | Anatomy of a Scandal  | Оливия Литтон | 1 сезон                   |

## Дискография

### Мини-альбомы
| Название                   | Детали                                                                                                 |
| -------------------------- | --- |
| Invisible Division         | - Вышел: 25 августа 2014 - Формат: Цифровое скачивание музыки, стриминг - Лейбл: самостоятельный релиз |
| Promises                   | - Вышел: 5 августа 2016 - Формат: Цифровое скачивание, стриминг - Лейбл: самостоятельный релиз         |
| Smile 2: The Skye Riley EP | - Вышел: 11 октября2024 - Формат: Цифровое скачивание, стриминг - Лейбл: Interscope                    |

### В качестве основной испольнительницы
| Название                               | Год  | Альбом                               |
| -------------------------------------- | ---- | ------------------------------------ |
| «Say Nothing»                          | 2014 | Invisible Division                   |
| «Motions»                              | 2014 | Invisible Division                   |
| «Lover’s Lies»                         | 2016 | Promises                             |
| «Vows»                                 | 2017 | Неальбомные синглы                   |
| «Irrelevant» (при участии Ника Брюэра) | 2018 | Неальбомные синглы                   |
| «So Low» / «Undercover»                | 2018 | Неальбомные синглы                   |
| «You Say» (с Kinnship)                 | 2019 | Kinnship Presents: A Thousand Fibres |
| «Desert Moon» (с Меной Массудом)       | 2019 | Неальбомный сингл                    |
| «Blood on White Satin»                 | 2024 | Smile 2: The Skye Riley EP           |
| «Grieved You»                          | 2024 | Smile 2: The Skye Riley EP           |
| «Death of Me»                          | 2024 | Smile 2: The Skye Riley EP           |

### Участие в синглах
| «Breakthrough» (как часть актёрского состава фильма «Лимонадный рот»)                    | 2011 | 88 | 11 | 200 | Lemonade Mouth     |
| «Fall From Here» (Ник Брюэр при участии Наоми Скотт)                                     | 2014 | —  | —  | —   | Four Miles Further |
| «—» обозначает релизы, которые не попали в чарт или не были выпущены на этой территории. |      |    |    |     |                    |

### Другие песни попавшие в чарты
| Название                                                                                 | Год  | Высшие позиции в чартах | Высшие позиции в чартах | Высшие позиции в чартах | Высшие позиции в чартах | Высшие позиции в чартах | Сертификации                                    | Альбом         |
| Название                                                                                 | Год  | US Bub.                 | JPN                     | KOR                     | SCO                     | UK                      | Сертификации                                    | Альбом         |
| ---------------------------------------------------------------------------------------- | ---- | ----------------------- | ----------------------- | ----------------------- | ----------------------- | ----------------------- | ----------------------------------------------- | -------------- |
| «She’s So Gone»                                                                          | 2011 | 3                       | —                       | —                       | —                       | —                       | - RIAA: Gold                                    | Lemonade Mouth |
| «A Whole New World» (в Меной Массудом)                                                   | 2019 | —                       | 19                      | 13                      | 43                      | —                       |                                                 | Aladdin        |
| «Speechless (Full)»                                                                      | 2019 | 23                      | 40                      | 5                       | 25                      | 73                      | - BPI: Silver - RIAA: Platinum - KMCA: Platinum | Aladdin        |
| «—» обозначает релизы, которые не попали в чарт или не были выпущены на этой территории. |      |                         |                         |                         |                         |                         |                                                 |                |

### Гостевые участия
| Название                                | Год  | Другой(ие) исполнитель(и)      | Альбом         |
| --------------------------------------- | ---- | ------------------------------ | -------------- |
| «More Than a Band»                      | 2011 | актёры фильма «Лимонадный рот» | Lemonade Mouth |
| «Livin’ on a High Wire»                 | 2011 | актёры фильма «Лимонадный рот» | Lemonade Mouth |
| «Fall From Here (Jarreau Vandal Remix)» | 2015 | Ник Брюэр                      | Warning Light  |
| «Speechless (Part 1)»                   | 2019 | н/д                            | Aladdin        |
| «Speechless (Part 2)»                   | 2019 | н/д                            | Aladdin        |

### Музыкальные видео
| Название                            | Год                                 | Другой(ие) исполнитель(и)           | Режиссёр                            | Примечания                          |
| В качестве основной исполнительницы | В качестве основной исполнительницы | В качестве основной исполнительницы | В качестве основной исполнительницы | В качестве основной исполнительницы |
| ----------------------------------- | ----------------------------------- | ----------------------------------- | ----------------------------------- | ----------------------------------- |
| «Motions»                           | 2014                                | Нет                                 | Петер Шевчик                        | [ 33 ]                              |
| «Lover’s Lies»                      | 2017                                | Нет                                 | Дэниел Каммингс                     | [ 34 ]                              |
| «Vows»                              | 2017                                | Нет                                 | Наоми Скотт                         | [ 35 ]                              |
| «Speechless (Full)»                 | 2019                                | Нет                                 | Наоми Скотт                         | [ 36 ]                              |
| «A Whole New World»                 | 2019                                | Мена Массуд                         | Гай Ричи                            | [ 37 ]                              |
| «Desert Moon»                       | 2019                                | Мена Массуд                         | Гай Ричи                            | [ 38 ]                              |
| «Grieved You»                       | 2024                                | Нет                                 | Паркер Финн                         | [ 39 ]                              |
| Участие в синглах                   |                                     |                                     |                                     |                                     |
| «Fall From Here»                    | 2014                                | Ник Брюэр                           | Мэттью Уокер                        | [ 40 ]                              |
| Гостевые участия                    |                                     |                                     |                                     |                                     |
| «Hurricane»                         | 2013                                | Бриджит Мендлер                     | Роберт Хейлс                        | [ 41 ]                              |

### В качестве режиссёра
| Название     | Год  | Исполнитель(и) | Со-режиссёр   | Примечания |
| ------------ | ---- | -------------- | ------------- | ---------- |
| «Forget You» | 2019 | Ник Брюэр      | Джордан Спенс | [ 9 ]      |